# وو یوئه
وو یوئه (انگلیسی: Wu Yue؛ زادهٔ ۲۵ آوریل ۱۹۷۶) بازیگر و خواننده اهل چین است.
از فیلم‌ها یا مجموعه‌های تلویزیونی که وی در آن‌ها نقش داشته است، می‌توان به راز گنج پنهان، بر روی کوه تای هنگ، بزرگ سرباز کوچک، بروس لی، برادرم و ایپ من ۴: پایان اشاره نمود.